# Kelden Amadiro
Kelden Amadiro è un personaggio immaginario del ciclo dei Robot scritto da Isaac Asimov. Appare per la prima volta nel romanzo I robot dell'alba e svolge il ruolo di antagonista in I robot e l'Impero.
Il dottor Amadiro viene presentato ne I robot dell'Alba come il direttore dell'Istituto di robotica di Aurora e come principale avversario politico di Han Fastolfe e del suo partito. Egli, a capo del partito dei globalisti, mira a un universo dominato dai cosiddetti "Spaziali" (i primi terrestri emigrati dal pianeta Terra) a discapito dei Terrestri, più numerosi ma dalla vita più breve. 
Fa quindi di tutto per ostacolare l'indagine del terrestre Elijah Baley sull'"uccisione" di R.Jander e per far ricadere la colpa sul suo avversario, che risulterà estraneo al fatto.
In I robot e l'Impero Amadiro è, insieme a Gladia Delmarre e i suoi robot, l'unico personaggio del ciclo dei Robot ancora in vita e tenta di mettere in atto un piano per distruggere la Terra, dando così via libera alla conquista dell'Universo da parte degli Spaziali. Viene aiutato nell'esecuzione del suo disegno dal giovane Levular Mandamus che ha però progettato un piano a lungo termine che impedira al dottor Amadiro di assistere al suo trionfo.